# 克蘭福德 (新澤西州)
克蘭福德（英語：Cranford）是位於美國新澤西州尤寧縣的普查規定居民點。

## 人口
根據2020年美國人口普查的數據，克蘭福德的面積為0.88平方千米，當中陸地面積為0.87平方千米，而水域面積為0.01平方千米。當地共有人口2032人，而人口密度為每平方千米2,309.09人。